# جائزة حسيب الصباغ وسعيد خوري للهندسة
جائزة حسيب الصباغ وسعيد خوري للهندسة، جائزة رسمية فلسطينية سنوية في مجال فن البناء والعمارة، أوجدت عام 2015 بقرار من رئيس السلطة الفلسطينية بهدف دعم فن البناء والعمارة في فلسطين، وتبلغ قيمتها الإجمالية الـ 100 ألف دولار، توزع بين الأفراد والمشاركين في المشاريع الفائزة.

## الجائزة
أوجدت الجائزة عام 2015 بقرار من رئيس سلطة الحكم الذاتي الفلسطينية محمود عباس، بهدف دعم فن البناء والعمارة في فلسطين، وحملت اسم رجلي الأعمال الفلسطينيين حسيب الصباغ (1920-2010) وسعيد خوري (1924-2014)، الذين أسسا شركة اتحاد المقاولين ال CCC، وهي واحدة من كبرى شركات الإنشاءات في المنطقة.
تشرف على الجائزة تنظيميا المجلس الاقتصادي الفلسطيني للتنمية والإعمار (بكدار)، وتقنيا لجنة مكونة من 14 عضو من المتخصصين في مجالات مختلفة متعلقة بالعمارة، ترأسها رئيس الـبيكدار محمد اشتية بصفته رئيس البكدار، وتختار هذه اللجنة سنويا لجنة تحكيم مستقلة مؤلفة من متخصصين في مجالات الهندسة المختلفة وفن العمارة والمقاولات.
تمنح الجائزة إلى نماذج من التميز الهندسي المعماري تراعي «جوانب متعددة كالتصميم والتحسين والتطوير المجتمعي، والترميم، وإعادة الاستخدام، والحفاظ على البيئة، وتصميم الحدائق والفضاءات المفتوحة والحفاظ على المواقع الهامة في فلسطين، وذلك من خلال استخدام الموارد المحلية والتكنولوجيا الملائمة بطريقة خلاقة».
يُفتح باب التقدم للجائزة في شهر نيسان من كل عام، ويعلن عن الفائزين في شهر تشرين الأول من نفس العام. وقد منحت في ثلاثة دورات متتالية في الأعوام 2016 إلى 2018.

## المرشحون
تقدم الجائزة إلى الشركات أو المؤسسات والجامعات أو الأفراد حسب طبيعة المنجز.
وتشترط لمشاريع الشركات أن تكون مستكملة وقيد الاستخدام لما لا يقل عن سنتين كاملتين، وتشمل الجائزة جميع أنواع مشاريع البناء التي تؤثر في البيئة الفلسطينية، بدءاً من التدخلات المتواضعة أو صغيرة الحجم، إلى المجمعات الكبرى والتصاميم الحضرية، فيما يشترط في المؤسسات والجامعات المرشحة أن تكون قد أنجزت مشروعاً متميزاً أو فكرة هندسية غير مسبوقة وقابلة للتنفيذ.
كما تمنح الجائزة للأفراد الذين تعتبرهم اللجنة قد قدموا إنجازات كبيرة في مجال الهندسة في فلسطين من حيث الإبداع والابتكار والتحديث، إضافة إلى الحضور في المجال البحثي الوطني والدولي والمشاركات في الجمعيات المهنية والنقابية.

## قيمة الجائزة
وتبلغ القيمة الإجمالية لجائزة الصباغ/خوري للهندسة، التي تعتبر أكبر جائزة للهندسة في فلسطين، 100 ألف دولار مقسمة كما يلي:
- 40 - 60 ألف دولار لأفضل مشروع هندسي مكتمل، توزع بين المساهمين من مهندسين معماريين ومدنيين، وغيرهم من مصممي البناء والمهنيين والحرفيين والعملاء والمؤسسات الذين تعتبرهم مسؤولين عن نجاح المشروع.
- 20 -40 ألف دولار لفرد صاحب فكرة هندسية متميزة أو لشخصية هندسية مبدعة.
- 20 ألف دولار في الحد الأقصى منحة مقدمة لطلاب الهندسة في إحدى الجامعات الفلسطينية ولأصحاب مشاريع التخرج المتميزة.

## روابط خارجية
- عنوان لجنة الجائزة الرسمي نسخة محفوظة 12 يوليو 2020 على موقع واي باك مشين.